# قائمة خانات سوريا

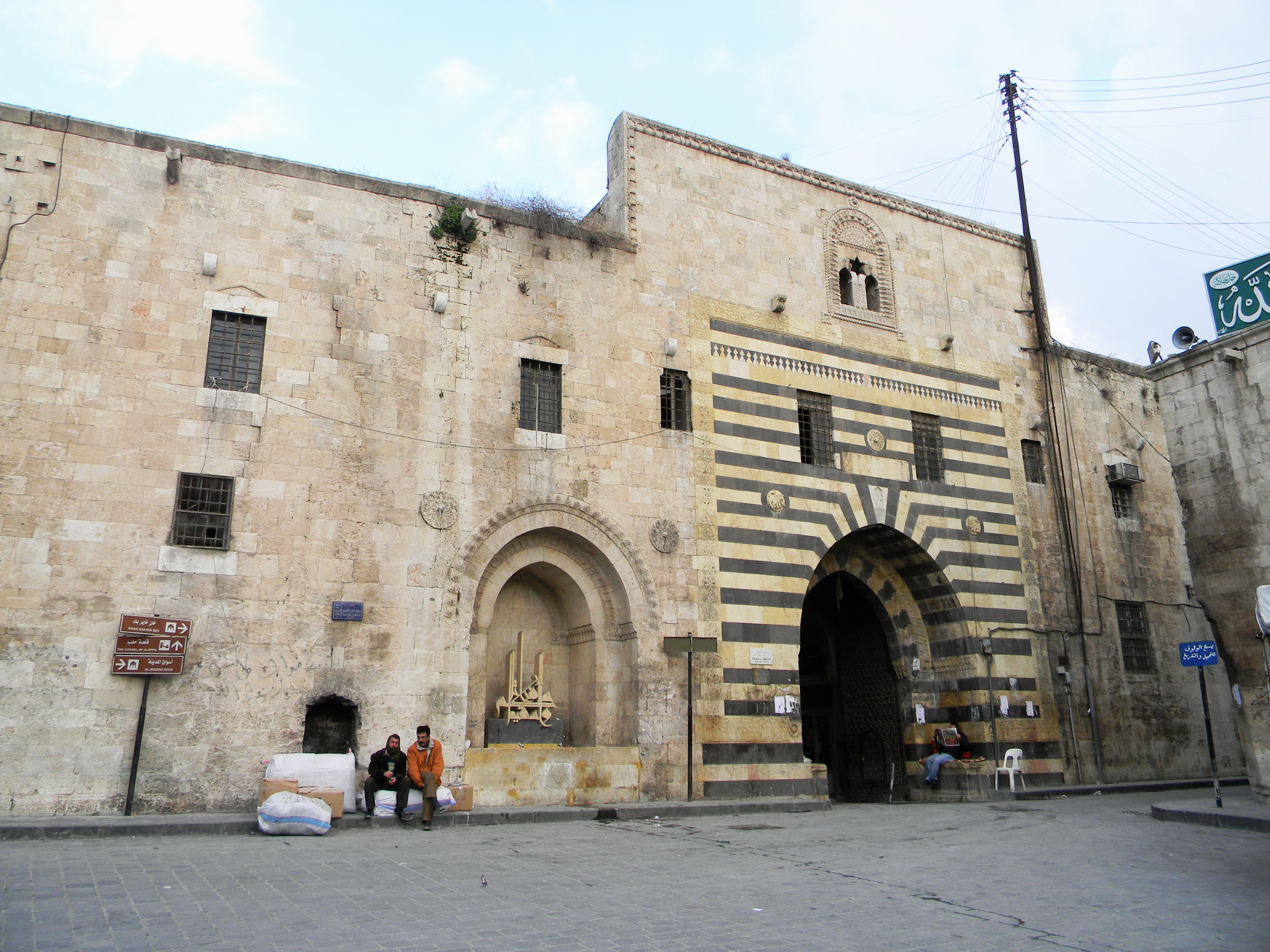
خان الوزير

خان (في بعض الأقطار) أو الكاروانِسرايُ (في غيرها، فارسية ترجمتها سرايُ القافلة) بيت للمسافرين والقوافل على الطرقات البعيدة، مبني من الحصى والجص والصاروج، سقفه محدب، وله باب واحد مع كوى في جوانبها.

## قائمة خانات سوريا
تحتوي هذه القائمة على أسماء الخانات في سوريا.
- خان أسعد باشا
- خان أسعد باشا (حماة)
- خان البنادقة
- خان الجمرك
- خان الجمرك (دمشق)
- خان الحرير (حلب)
- خان الحرير (دمشق)
- خان الحنطة (اللاذقية)
- خان الخياطين
- خان الدكة
- خان السفرجلانية
- خان الشونة
- خان الصدرانية
- خان العمود
- خان القاضي
- خان القصابية
- خان الكتان
- خان المرادية
- خان النقر
- خان الوزير
- خان برهان
- خان جقمق
- خان خير بك
- خان رستم باشا (حماة)
- خان قورت بك
- خان طومان (مبنى)
- خان العروس
- خان القدس (الهوكيدون)
- خان الصابون

- خان البرغل
- خان أماجور
- خان الزعفرانية
- خان العامود

- خان القوتلي
- خان التوتون
- خان العصرونية
- خان القيشاني
- خان الجلود
- خان مردم بك
- خان الصوف
- خان الكزبري
- خان السلق
- خان السوق
- خان الجيجاوي
- خان الزيت
- خان شموط
- خان الصنوبر
- خان القطن
- خان الرز
- خان الصوان
- خان العرائس
- خان البازار
- خان الصغير
- خان الشاه
- خان بيت زيادة